# Q-analogue de l'identité de Vandermonde
En mathématiques, plus précisément en combinatoire, le q-analogue de l'identité de Vandermonde (ou formule de convolution) s'écrit, en utilisant la notation standard des coefficients q-binomiaux :
{\displaystyle {\binom {m+n}{k}}_{\!\!q}=\sum _{i+j=k}{\binom {m}{i}}_{\!\!q}{\binom {n}{j}}_{\!\!q}q^{(m-i)j}=\sum _{j}{\binom {m}{k-j}}_{\!\!q}{\binom {n}{j}}_{\!\!q}q^{(m-k+j)j}}.
Les contributions non nulles à cette somme proviennent des valeurs de j pour lesquelles les coefficients q-binomiaux sont non nuls, c'est-à-dire {\displaystyle \max(0,k-m)\leqslant j\leqslant \min(n,k)}.

## Démonstration
La preuve habituelle de l'identité de Vandermonde simple consiste à développer le produit {\displaystyle (1+X)^{m}(1+X)^{n}} de deux manières différentes. À la suite de Stanley, on peut procéder de manière similaire ; d'après le q-analogue de la formule du binôme, on a :
{\displaystyle \prod _{k=0}^{m+n-1}(1+q^{k}X)=\sum _{k=0}^{m+n}q^{\frac {k(k-1)}{2}}{m+n \choose k}_{\!\!q}\,X^{k}}.
Mais on peut aussi écrire :
{\displaystyle \prod _{k=0}^{m+n-1}(1+q^{k}X)=\prod _{k=0}^{m-1}(1+q^{k}X)\prod _{k=0}^{n-1}(1+q^{k}(q^{m}X))},
soit :
{\displaystyle \prod _{k=0}^{m+n-1}(1+q^{k}X)=\left(\sum _{i}q^{\frac {i(i-1)}{2}}{\binom {m}{i}}_{\!\!q}X^{i}\right)\cdot \left(\sum _{j}q^{mj+{\frac {j(j-1)}{2}}}{\binom {n}{j}}_{\!\!q}X^{j}\right).}
En identifiant les termes en {\displaystyle X^{k}}, et posant {\displaystyle i=k-j}, on obtient :
{\displaystyle q^{\frac {k(k-1)}{2}}{\binom {m+n}{k}}_{\!\!q}=q^{\frac {(k-j)(k-j-1)}{2}}{\binom {m}{k-j}}_{\!\!q}\,q^{mj+{\frac {j(j-1)}{2}}}{\binom {n}{j}}_{\!\!q},}
ce qui donne le résultat annoncé en simplifiant l'exposant de q.